# Saint-Nazaire-de-Dorchester
Saint-Nazaire-de-Dorchester es un municipio parroquial canadiense situado en la provincia de Quebec.

## Superficie
Saint-Nazaire-de-Dorchester tiene una superficie de 51,56 km².

## Demografía
En 2021, tenía 338 habitantes, una densidad poblacional de 6,6 hab./km², y 178 viviendas.